# Anders Baasmo Christiansen
Anders Baasmo Christiansen, född 29 januari 1976 i Hamar, är en norsk skådespelare. Han var med som en av rollerna i filmen Kon-Tiki från 2012.

## Utmärkelser
- Heddaprisen 2008 för Riksteatrets uppsättning av Hamlet

## Filmografi
- 2003 – Buddy
- 2005 – Ran
- 2007 – Arn - Tempelriddaren
- 2008 – Arn - Riket vid vägens slut
- 2010 – En ganska snäll man
- 2010 – Dag (TV-serie)
- 2012 – Kon-Tiki
- 2012 – Fuck Up
- 2012 – Reisen til julestjernen
- 2013 – Frost
- 2014 – Børning
- 2014 – Kapten Sabeltand och skatten i Lama Rama
- 2016 – Børning 2
- 2017 – Kungens val
- 2019 – Exit (TV-serie)
- 2024 – La Palma (TV-serie)
- 2025 – Harald och Sonja (TV-serie)